# HMS Sheffield (D80)
La HMS Sheffield (D80) è stata il primo cacciatorpediniere lanciamissili della classe Type 42. La costruzione venne iniziata dalla Vickers Shipbuilding and Engineering nei cantieri di Barrow-in-Furness e venne completata dalla Swan Hunter nella regione di Tyne and Wear. La HMS Sheffield venne varata il 15 gennaio 1970 ed entrò in servizio nel 1975, iniziando a sperimentare gli allora nuovissimi sistemi di bordo nelle varie condizioni meteo di impiego operativo.
Durante la sua vita operativa prese parte alla Guerra delle Falkland dove venne affondata il 4 maggio 1982 da un missile Exocet lanciato da un aereo Dassault Super Étendard dell'Aviación Naval argentina.

## Costruzione

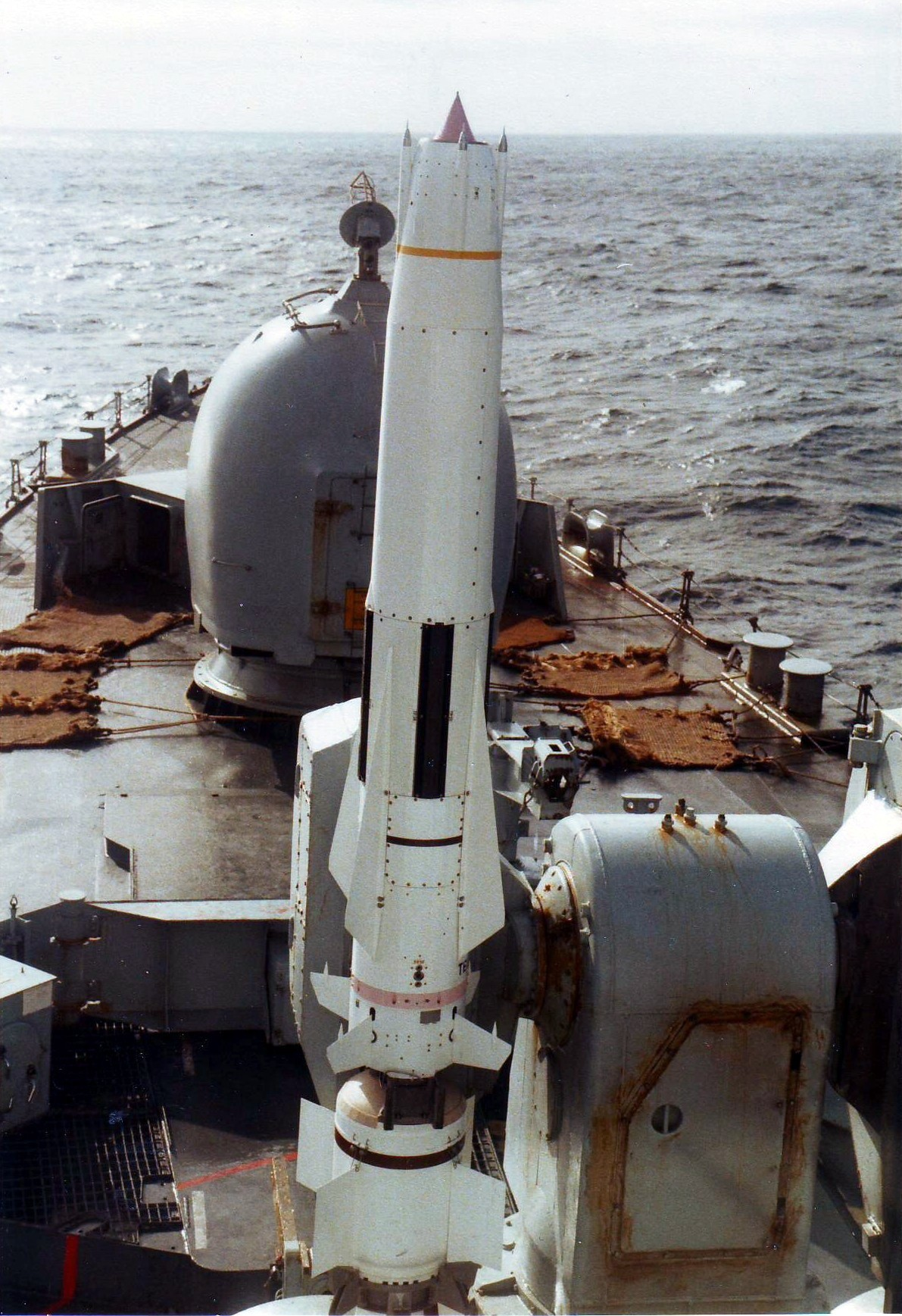
La rampa lanciamissili del sistema Sea Dart sulla HMS Cardiff, unità gemella

La Classe Type 42 (conosciuta appunto anche come classe Sheffield dal nome dell'unità capoclasse), è stata costruita in tre lotti; il costo di queste navi fu di oltre 30 milioni di sterline, il doppio di quello che era stato preventivato inizialmente. La chiglia venne impostata il 15 gennaio 1970 nei cantieri navali Vickers a Cumbria.
I cacciatorpediniere della classe Type 42 furono progettati come navi antiaeree e il loro armamento principale era rappresentato dal Sea Dart, un sistema missilistico mare-aria in grado di colpire bersagli distanti fino a 30 miglia nautiche, pari a 56 km. La nave era armata anche con un cannone navale Mark 8 da 114mm in grado di sparare proiettili da 21 kg a una distanza di 22 km.

## Storia

### I primi anni di servizio
La nave venne affidata per il completamento e le prove in mare al capitano di vascello Sandy Woodward, che vista la mole di problemi presentata dalla nave declinò l'invito a partecipare alla Rivista Navale per il Giubileo di Elisabetta II nel 1975 a Portsmouth. I problemi vennero risolti solo il giorno prima della rivista, ma comunque molti difetti vennero alla luce durante le esperienze operative in servizio di squadra nell'Atlantico.

### La guerra delle Falkland
Il 2 aprile 1982, il territorio britannico d'oltremare delle Isole Falkland, venne invaso dalla vicina Argentina. Il Regno Unito, distante 13.000 km, raggruppò e inviò un corpo di spedizione aeronavale che comprendeva portaerei, sottomarini e circa 7.000 soldati per riconquistare l'arcipelago. Il conflitto terminò a giugno con la sconfitta delle forze argentine.
I molteplici impegni della Royal Navy prevedevano anche il dispiegamento di una forza navale nel Golfo Persico sotto la missione Armilla Patrol. Anche la HMS Sheffield aveva preso parte in questa missione, e durante una esercitazione della First Destroyer Flottilla, comandata dall'ammiraglio Woodward, a Gibilterra ricevette l'ordine di unirsi al gruppo navale diretto verso le Falklands.

Il ruolo primario della Sheffield, insieme alle altre unità Type 42, fu quello di picchetto radar in modo da proteggere le navi britanniche dagli attacchi argentini, rimanendo però in posizione molto esposta agli attacchi aerei.

## Destino finale
Il 4 maggio 1982, due giorni dopo l'affondamento dell'incrociatore Belgrano, l'aviazione di marina argentina affondò a sua volta il cacciatorpediniere HMS Sheffield. Due Super Étendard al comando del capitano di fregata Augusto Bedacarratz e del tenente di vascello Armando Mayora e armati ognuno di un missile Exocet AM39 (dei soli cinque in possesso degli argentini), decollati dalla base di Rio Grande, dopo un rilevamento da parte di un Lockheed P2V Neptune argentino, attaccarono lo Sheffield che era posto come picchetto radar in posizione avanzata insieme con la gemella Glasgow e l'altra Type 42 presente, l'HMS Coventry. La Glasgow intercettò dapprima i radar di scoperta degli Etendard a 40-50 miglia di distanza e dopo alcuni minuti i missili lanciati dagli aerei dopo una manovra di pop-up (innalzamento improvviso di quota dopo un volo radente), notificando l'allarme all'Invincible, che era la nave dove risiedeva la centrale operativa per la lotta antiaerea (AAWC - AntiAir Warfare Commander), ma questo venne considerato un falso allarme dovuto ad eco. Provvide anche ad inviare via data-link le immagini radar rilevate alla Sheffield ma per qualche motivo non vennero ricevute.
Dei due missili, uno attaccò e mancò l'HMS Yarmouth (fregata Type 12) che aveva lanciato dei chaff, ma l'altro colpì lo Sheffield che bruciò per sei giorni dopo essere stato abbandonato dall'equipaggio, che contò 20 morti e 24 feriti. La mancata rilevazione degli aerei attaccanti venne attribuita in parte al fatto che la Sheffield stesse usando in quel momento l'apparecchiatura di comunicazione satellitare (SCOT), che interferiva con le proprie ESM.